# 다카라즈카 가극단 90기생
다카라즈카 가극단 90기생은 2002년 4월에 다카라즈카 음악학교에 입학, 2004년 3월에 다카라즈카 가극단에 입단한 50명을 가리킨다.

## 개요
2002년 음악학교 수험자 수 988명, 합격자 50명, 경쟁률 19.76:1이었다.
초무대 연목은 유키구미 공연 「스사노오／다카라즈카 글로리!」이다.
2004년 7월 13일자로 조배속이 되었다.
2025년 8월 10일, 시로타에 나츠의 퇴단으로 전원 퇴단한 기수가 되었다.
| 신인공연      | 바우홀        | 동상공연    | 에트와르      | 부조장        |
| ------------- | ------------- | ----------- | ------------- | ------------- |
| 세토 카즈야   | 세토 카즈야   | 세토 카즈야 | 우즈키 하야테 | 사에즈키 루나 |
| 우즈키 하야테 | 아오노 유키   | 아오노 유키 | 카료 시즈루   | 메부키 유키나 |
| 카료 시즈루   | 아이하라 미카 |             | 메부키 유키나 | 치카제 카렌   |
| 아오노 유키   |               |             | 아야호시 리온 | 시로타에 나츠 |
| 아야호시 리온 |               |             | 코토네 카즈하 |               |
| 아이하라 미카 |               |             | 치카제 카렌   |               |
|               |               |             | 시로타에 나츠 |               |
|               |               |             | 카논 마이     |               |

## 주요 학생

### OG
- 아오노 유키 : 전 츠키구미 톱여역
- 아이하라 미카 : 전 유키구미 톱여역
- 세토 카즈야 : 전 하나구미 니반테
- 시로타에 나츠 : 전 호시구미 여역 (부조장)
- 우즈키 하야테 : 전 츠키구미 남역
- 카료 시즈루 : 전 유키구미 남역
- 아야호시 리온 : 전 츠키구미 여역

## 일람 (0/50)
| 예명            | 생일      | 출신지                | 출신 학교                      | 예명의 유래                        | 애칭                             | 역할 | 퇴단년도 | 비고                    |
| --------------- | --------- | --------------------- | ------------------------------ | ---------------------------------- | -------------------------------- | ---- | -------- | ----------------------- |
| 芽吹幸奈        | 6월 30일  | 도쿄도 세타가야구     | 국립음악대학부속고교           |                                    | 쿠미, 쿠마                       | 여역 | 2019년   |                         |
| 메부키 유키나   | 6월 30일  | 도쿄도 세타가야구     | 국립음악대학부속고교           |                                    | 쿠미, 쿠마                       | 여역 | 2019년   |                         |
| 愛原実花        | 12월 14일 | 도쿄도 키타구         | 일본여자대학부속고교           |                                    | 미나, 미카, 미나코               | 여역 | 2010년   |                         |
| 아이하라 미카   | 12월 14일 | 도쿄도 키타구         | 일본여자대학부속고교           |                                    | 미나, 미카, 미나코               | 여역 | 2010년   |                         |
| 響れおな        | 10월 23일 | 아이치현 이치노미야시 | 아이치슈쿠토쿠고교             |                                    | 레오나, 우라라, 사야카, 히비키치 | 남역 | 2019년   |                         |
| 히비키 레오나   | 10월 23일 | 아이치현 이치노미야시 | 아이치슈쿠토쿠고교             |                                    | 레오나, 우라라, 사야카, 히비키치 | 남역 | 2019년   |                         |
| 香綾しずる      | 11월 15일 | 야마구치현 슈난시     | 현립토쿠야마고교               | 많은 사람들의 지혜를 빌리다        | 가오리                           | 남역 | 2017년   |                         |
| 카료 시즈루     | 11월 15일 | 야마구치현 슈난시     | 현립토쿠야마고교               | 많은 사람들의 지혜를 빌리다        | 가오리                           | 남역 | 2017년   |                         |
| 花音舞          | 10월 1일  | 아이치현 니이하마시   | 시립이즈미카와중학             |                                    | 마이, 카논, 캬논                 | 여역 | 2021년   |                         |
| 카논 마이       | 10월 1일  | 아이치현 니이하마시   | 시립이즈미카와중학             |                                    | 마이, 카논, 캬논                 | 여역 | 2021년   |                         |
| 宇月颯          | 4월 17일  | 사이타마현 쿠마가야시 | 후카야제1고교                  | 제일 좋아하는 은사에게 한글자 받음 | 토시, 톳쨩                       | 남역 | 2018년   |                         |
| 우즈키 하야테   | 4월 17일  | 사이타마현 쿠마가야시 | 후카야제1고교                  | 제일 좋아하는 은사에게 한글자 받음 | 토시, 톳쨩                       | 남역 | 2018년   |                         |
| 如月蓮          | 9월 7일   | 카나가와현 아츠기시   | 현립아츠기니시고교             |                                    | 렌타, 사유리, 렌렌               | 남역 | 2019년   |                         |
| 키사라기 렌     | 9월 7일   | 카나가와현 아츠기시   | 현립아츠기니시고교             |                                    | 렌타, 사유리, 렌렌               | 남역 | 2019년   |                         |
| 彩城レア        | 5월 8일   | 도쿄도 코토구         | 토요에이와죠가쿠인 고등부      |                                    | 네코                             | 남역 | 2014년   |                         |
| 아야시로 레아   | 5월 8일   | 도쿄도 코토구         | 토요에이와죠가쿠인 고등부      |                                    | 네코                             | 남역 | 2014년   |                         |
| 蒼乃夕妃        | 9월 12일  | 오카야마현 오카야마시 | 산요여자고교                   |                                    | 마리모, 유키                     | 여역 | 2012년   |                         |
| 아오노 유키     | 9월 12일  | 오카야마현 오카야마시 | 산요여자고교                   |                                    | 마리모, 유키                     | 여역 | 2012년   |                         |
| 鳳樹いち        | 12월 9일  | 도쿄도 신주쿠시       | 도립노우게이고교               |                                    | 이치, BonBon                     | 남역 | 2013년   |                         |
| 호쥬 이치       | 12월 9일  | 도쿄도 신주쿠시       | 도립노우게이고교               |                                    | 이치, BonBon                     | 남역 | 2013년   |                         |
| 悠南はやき      | 10월 25일 | 도쿄도 무사시노시     | 도립무사시노키타고교           |                                    | 핫키-                            | 남역 | 2007년   |                         |
| 유우나 하야기   | 10월 25일 | 도쿄도 무사시노시     | 도립무사시노키타고교           |                                    | 핫키-                            | 남역 | 2007년   |                         |
| 玲実くれあ      | 11월 28일 | 오키나와현 우라소에시 | 현립나하국제고등학교           |                                    | 쿠레아, 레미레미, 쿠레욘         | 여역 | 2019년   |                         |
| 레미 쿠레아     | 11월 28일 | 오키나와현 우라소에시 | 현립나하국제고등학교           |                                    | 쿠레아, 레미레미, 쿠레욘         | 여역 | 2019년   |                         |
| 夏鳳しおり      | 5월 15일  | 도쿄도 시나가와구     | 도쿄죠가쿠칸중학               |                                    | 시오리, 나츠오, 시오링           | 여역 | 2009년   |                         |
| 카호 시오리     | 5월 15일  | 도쿄도 시나가와구     | 도쿄죠가쿠칸중학               |                                    | 시오리, 나츠오, 시오링           | 여역 | 2009년   |                         |
| 白妙なつ        | 7월 3일   | 아이치현 코마키시     | 아이치슈쿠토쿠고교             |                                    | 니시코, 낫쨩                     | 여역 | 2025년   |                         |
| 시로타에 나츠   | 7월 3일   | 아이치현 코마키시     | 아이치슈쿠토쿠고교             |                                    | 니시코, 낫쨩                     | 여역 | 2025년   |                         |
| 南風里名        | 10월 16일 | 도쿄도 나카노구       | 카에츠여자고교                 |                                    | 리-, 리나, 리이코                | 여역 | 2012년   |                         |
| 미나카제 리나   | 10월 16일 | 도쿄도 나카노구       | 카에츠여자고교                 |                                    | 리-, 리나, 리이코                | 여역 | 2012년   |                         |
| 琴羽桜子        | 8월 1일   | 도쿄도 시나가와구     | 일본음악고교                   |                                    | 사쿠라코, 아키, 앗코             | 여역 | 2011년   |                         |
| 코토하 사쿠라코 | 8월 1일   | 도쿄도 시나가와구     | 일본음악고교                   |                                    | 사쿠라코, 아키, 앗코             | 여역 | 2011년   |                         |
| 美影凜          | 11월 30일 | 도쿄도 미나토구       | 도쿄죠가쿠칸고교               |                                    | 미키티-, 린                      | 여역 | 2011년   |                         |
| 미카게 린       | 11월 30일 | 도쿄도 미나토구       | 도쿄죠가쿠칸고교               |                                    | 미키티-, 린                      | 여역 | 2011년   |                         |
| 冴月瑠那        | 1월 25일  | 카나가와현 하야마마치 | 쵸립난고중학                   |                                    | 루나, 루나시-                    | 남역 | 2021년   |                         |
| 사에즈키 루나   | 1월 25일  | 카나가와현 하야마마치 | 쵸립난고중학                   |                                    | 루나, 루나시-                    | 남역 | 2021년   |                         |
| 悠月れな        | 6월 14일  | 나라현 요시노군       | 미미나시고교                   |                                    | 히토탄, 레나, 히토               | 여역 | 2010년   |                         |
| 유우즈키 레나   | 6월 14일  | 나라현 요시노군       | 미미나시고교                   |                                    | 히토탄, 레나, 히토               | 여역 | 2010년   |                         |
| 梓晴輝          | 10월 26일 | 효고현 다카라즈카시   | 다카라즈카키타고교             | 본명과 파란 하늘에서 이미지화      | 아즈린                           | 남역 | 2010년   |                         |
| 아즈사 하루키   | 10월 26일 | 효고현 다카라즈카시   | 다카라즈카키타고교             | 본명과 파란 하늘에서 이미지화      | 아즈린                           | 남역 | 2010년   |                         |
| 煌雅あさひ      | 11월 14일 | 도쿄도 세타가야구     | 짓센죠시가쿠엔고교             |                                    | 아-사, 사키, 아사히              | 남역 | 2012년   |                         |
| 코가 아사히     | 11월 14일 | 도쿄도 세타가야구     | 짓센죠시가쿠엔고교             |                                    | 아-사, 사키, 아사히              | 남역 | 2012년   |                         |
| 彩星りおん      | 7월 29일  | 오사카부 이바라키시   | 도시샤여자중학                 |                                    | 릿치, 리나                       | 남역 | 2012년   | 후에 여역 전환          |
| 아야호시 리온   | 7월 29일  | 오사카부 이바라키시   | 도시샤여자중학                 |                                    | 릿치, 리나                       | 남역 | 2012년   | 후에 여역 전환          |
| 風羽玲亜        | 1월 12일  | 치바현 마츠도시       | 토시마오카죠시가쿠엔           |                                    | 레이아, 삿층, 삿쨩               | 남역 | 2015년   |                         |
| 카자하네 레이아 | 1월 12일  | 치바현 마츠도시       | 토시마오카죠시가쿠엔           |                                    | 레이아, 삿층, 삿쨩               | 남역 | 2015년   |                         |
| 瑞羽奏都        | 8월 30일  | 아이치현 코마키시     | 스기야마죠가쿠엔고교           |                                    | 카나토, 미즈키, 미-              | 남역 | 2015년   |                         |
| 미즈하 카나토   | 8월 30일  | 아이치현 코마키시     | 스기야마죠가쿠엔고교           |                                    | 카나토, 미즈키, 미-              | 남역 | 2015년   |                         |
| 朝風れい        | 2월 6일   | 도쿄도 신주쿠구       | 일본여자대학부속고교           |                                    | 레이레이, 오샤, 레이             | 남역 | 2016년   |                         |
| 아사카제 레이   | 2월 6일   | 도쿄도 신주쿠구       | 일본여자대학부속고교           |                                    | 레이레이, 오샤, 레이             | 남역 | 2016년   |                         |
| 寿々音綾        | 8월 20일  | 카나가와현 요코하마시 | 시립상업고교                   |                                    | 스즈메                           | 남역 | 2009년   |                         |
| 스즈네 료       | 8월 20일  | 카나가와현 요코하마시 | 시립상업고교                   |                                    | 스즈메                           | 남역 | 2009년   |                         |
| 瀬戸かずや      | 12월 17일 | 도쿄도 에도가와구     | 칸다죠가쿠엔고교               |                                    | 아키라, 카즈야                   | 남역 | 2021년   |                         |
| 세토 카즈야     | 12월 17일 | 도쿄도 에도가와구     | 칸다죠가쿠엔고교               |                                    | 아키라, 카즈야                   | 남역 | 2021년   |                         |
| 海隼人          | 1월 5일   | 미야자키현 후루카와시 | 미야자키가쿠엔고교             |                                    | 펫쨩, 펫페, 페-                  | 남역 | 2015년   |                         |
| 카이 하야토     | 1월 5일   | 미야자키현 후루카와시 | 미야자키가쿠엔고교             |                                    | 펫쨩, 펫페, 페-                  | 남역 | 2015년   |                         |
| 光海舞人        | 9월 17일  | 교토부 교토시         | 사립헤이안죠가쿠인고교         |                                    | 토모코, 마이토, 코오마이         | 남역 | 2011년   |                         |
| 코미 마이토     | 9월 17일  | 교토부 교토시         | 사립헤이안죠가쿠인고교         |                                    | 토모코, 마이토, 코오마이         | 남역 | 2011년   |                         |
| 千風カレン      | 9월 15일  | 도쿄도 코토구         | 일본여자대학부속고교           |                                    | 노리에, 논, 카렌                 | 여역 | 2022년   |                         |
| 치카제 카렌     | 9월 15일  | 도쿄도 코토구         | 일본여자대학부속고교           |                                    | 노리에, 논, 카렌                 | 여역 | 2022년   |                         |
| 彩羽真矢        | 4월 5일   | 토치기현 우츠노미야시 | 현립미부고교                   |                                    | 챠미, 챠밍구                     | 남역 | 2008년   |                         |
| 아야하네 마야   | 4월 5일   | 토치기현 우츠노미야시 | 현립미부고교                   |                                    | 챠미, 챠밍구                     | 남역 | 2008년   |                         |
| 梅咲衣舞        | 4월 12일  | 오사카부 오사카시     | 오사카죠가쿠인고교             |                                    | 우멘즈, 윳코, 이부               | 여역 | 2017년   |                         |
| 우메사키 이부   | 4월 12일  | 오사카부 오사카시     | 오사카죠가쿠인고교             |                                    | 우멘즈, 윳코, 이부               | 여역 | 2017년   |                         |
| 遼かぐら        | 7월 16일  | 홋카이도 에베츠시     | 홋카이도삿포로국제정보고교     |                                    | 리노, 카구라                     | 여역 | 2014년   |                         |
| 료 카구라       | 7월 16일  | 홋카이도 에베츠시     | 홋카이도삿포로국제정보고교     |                                    | 리노, 카구라                     | 여역 | 2014년   |                         |
| 琴音和葉        | 10월 12일 | 오사카부 오사카시     | 테즈카야마가쿠인고교           |                                    | 치비아즈, 아즈, 아즈사           | 여역 | 2015년   | 언니 카즈네 미오우(87)  |
| 코토네 카즈하   | 10월 12일 | 오사카부 오사카시     | 테즈카야마가쿠인고교           |                                    | 치비아즈, 아즈, 아즈사           | 여역 | 2015년   | 언니 카즈네 미오우(87)  |
| 凰華れの        | 12월 31일 | 도쿄도 분쿄구         | 사립쇼토쿠가쿠엔고교           | 동경하는 배우                      | 레노, 사이토-                    | 남역 | 2011년   |                         |
| 오우카 레노     | 12월 31일 | 도쿄도 분쿄구         | 사립쇼토쿠가쿠엔고교           | 동경하는 배우                      | 레노, 사이토-                    | 남역 | 2011년   |                         |
| 千鈴まゆ        | 2월 21일  | 효고현 다카라즈카시   | 히바리가오카가쿠엔             |                                    | 마유, 스즈, 코마유, 마유미       | 여역 | 2011년   |                         |
| 치스즈 마유     | 2월 21일  | 효고현 다카라즈카시   | 히바리가오카가쿠엔             |                                    | 마유, 스즈, 코마유, 마유미       | 여역 | 2011년   |                         |
| 美乃ほのか      | 9월 22일  | 시즈오카현 하마마츠시 | 세이엔죠시가쿠엔고교           |                                    | 호노카, 포노카                   | 여역 | 2010년   |                         |
| 요시노 호노카   | 9월 22일  | 시즈오카현 하마마츠시 | 세이엔죠시가쿠엔고교           |                                    | 호노카, 포노카                   | 여역 | 2010년   |                         |
| 朝都まお        | 2월 5일   | 오사카부 사카이시     | 쿠츠노키카게고교               |                                    | 판치, 요우                       | 남역 | 2012년   | 동생 아이시로 모아 (93) |
| 아사토 마오     | 2월 5일   | 오사카부 사카이시     | 쿠츠노키카게고교               |                                    | 판치, 요우                       | 남역 | 2012년   | 동생 아이시로 모아 (93) |
| 風音まゆき      | 4월 12일  | 오사카부 토요나카시   | 부립이케다고교                 |                                    | 마스코, 마슈, 유우카             | 여역 | 2007년   |                         |
| 카자네 마유키   | 4월 12일  | 오사카부 토요나카시   | 부립이케다고교                 |                                    | 마스코, 마슈, 유우카             | 여역 | 2007년   |                         |
| 直樹じゅん      | 12월 10일 | 치바                  | 케이오기쥬쿠여자고교           |                                    | 퓽, 미키코                       | 남역 | 2010년   |                         |
| 나오키 준       | 12월 10일 | 치바                  | 케이오기쥬쿠여자고교           |                                    | 퓽, 미키코                       | 남역 | 2010년   |                         |
| 汐月しゅう      | 1월 10일  | 후쿠오카현 오고오리시 | 세이난가쿠인중학               |                                    | 후쿠, 챠보                       | 남역 | 2014년   |                         |
| 시오츠키 슈     | 1월 10일  | 후쿠오카현 오고오리시 | 세이난가쿠인중학               |                                    | 후쿠, 챠보                       | 남역 | 2014년   |                         |
| 海桐望          | 5월 20일  | 카고시마현 카고시마시 | 현립카고시마츄오고교           | 부모님, 친구                       | 맛츤, 츤                         | 남역 | 2011년   |                         |
| 카이도 노조무   | 5월 20일  | 카고시마현 카고시마시 | 현립카고시마츄오고교           | 부모님, 친구                       | 맛츤, 츤                         | 남역 | 2011년   |                         |
| 花風みらい      | 6월 15일  | 군마현 타카사키시     | 사립니이지마가쿠엔중학         |                                    | 미리, 미라이, 치아키             | 여역 | 2008년   |                         |
| 하나카제 미라이 | 6월 15일  | 군마현 타카사키시     | 사립니이지마가쿠엔중학         |                                    | 미리, 미라이, 치아키             | 여역 | 2008년   |                         |
| 天風いぶき      | 6월 21일  | 토야마현 토야마시     | 토야마제1고교                  |                                    | 코즈, 이부키                     | 남역 | 2014년   |                         |
| 아마카제 이부키 | 6월 21일  | 토야마현 토야마시     | 토야마제1고교                  |                                    | 코즈, 이부키                     | 남역 | 2014년   |                         |
| 夏城らんか      | 5월 19일  | 카나가와현 요코하마시 | 요코하마국제여학원미도리료고교 |                                    | 란카, 마리코, 넷쿠               | 남역 | 2011년   |                         |
| 나츠시로 란카   | 5월 19일  | 카나가와현 요코하마시 | 요코하마국제여학원미도리료고교 |                                    | 란카, 마리코, 넷쿠               | 남역 | 2011년   |                         |
| 聖河椋          | 5월 10일  | 카나가와현 카와사키시 | 국제기독교대학고교             |                                    | 보브, 보비-, 홋시-               | 남역 | 2008년   |                         |
| 세이가 료       | 5월 10일  | 카나가와현 카와사키시 | 국제기독교대학고교             |                                    | 보브, 보비-, 홋시-               | 남역 | 2008년   |                         |
| 朝凪麻名        | 10월 9일  | 효고현 다카라즈카시   | 바이카가쿠엔고교               |                                    | 아사나기, 마난구, 나기           | 남역 | 2008년   |                         |
| 아사나기 마나   | 10월 9일  | 효고현 다카라즈카시   | 바이카가쿠엔고교               |                                    | 아사나기, 마난구, 나기           | 남역 | 2008년   |                         |
| 常盤みづの      | 3월 24일  | 치바현 마츠도시       | 사립와요코우노다이여자고교     |                                    | 셋세, 미즈노                     | 여역 | 2007년   |                         |
| 토키와 미즈노   | 3월 24일  | 치바현 마츠도시       | 사립와요코우노다이여자고교     |                                    | 셋세, 미즈노                     | 여역 | 2007년   |                         |
| 瞳ゆゆ          | 7월 31일  | 후쿠오카현 유쿠하시시 | 메이지가쿠엔중학               |                                    | 유유, 유우유, 유우유우           | 여역 | 2012년   |                         |
| 히토미 유유     | 7월 31일  | 후쿠오카현 유쿠하시시 | 메이지가쿠엔중학               |                                    | 유유, 유우유, 유우유우           | 여역 | 2012년   |                         |
| 咲真たかね      | 11월 13일 | 시즈오카현 후지시     | 시즈오카후타바고교             |                                    | 이케, 삿쿤                       | 남역 | 2009년   |                         |
| 사쿠마 타카네   | 11월 13일 | 시즈오카현 후지시     | 시즈오카후타바고교             |                                    | 이케, 삿쿤                       | 남역 | 2009년   |                         |